# 素滷飯

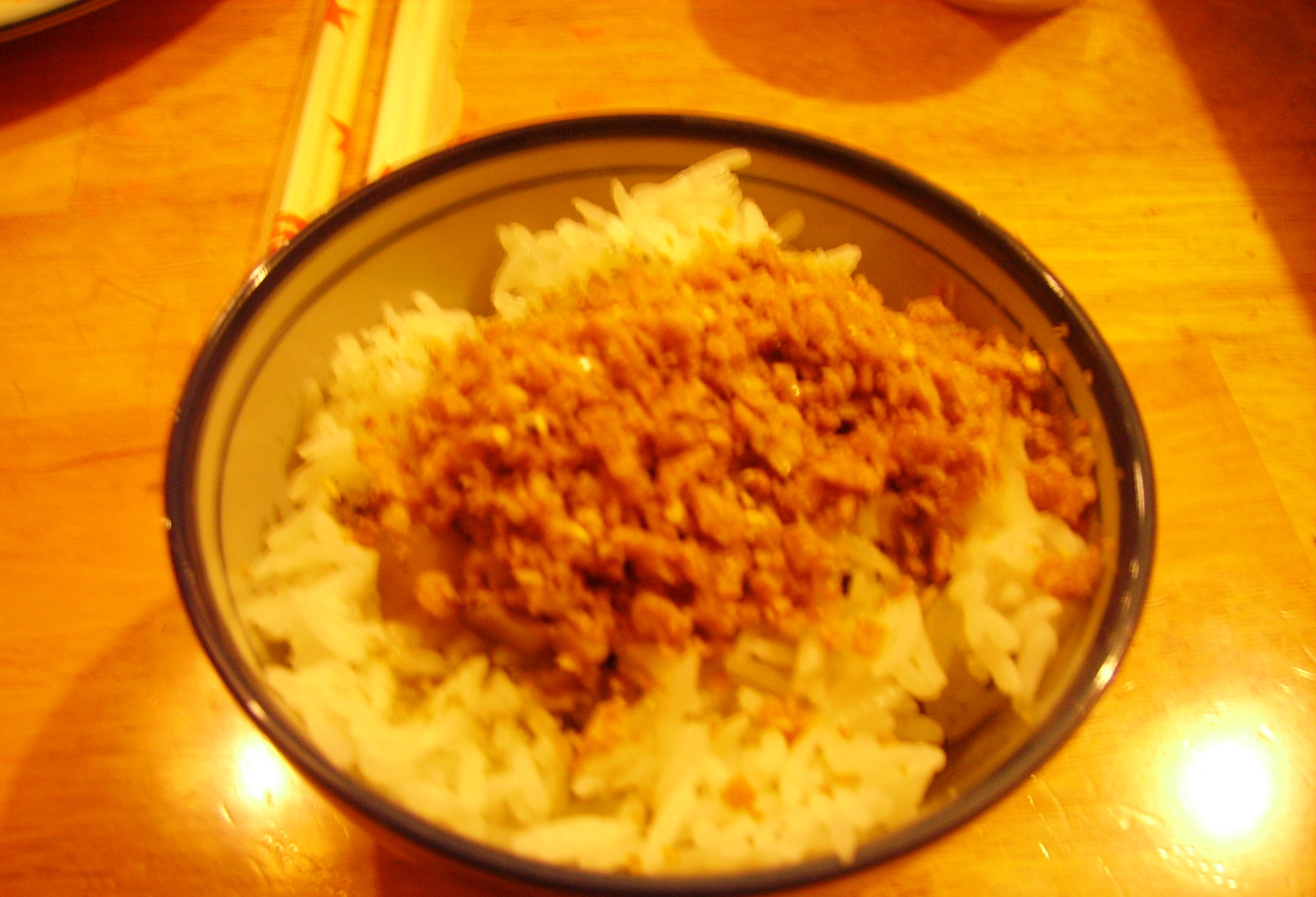
素滷飯

素滷飯，台灣素食小吃之一，主要為白飯盛以豆類小切丁或豆類細末與素食醬油滷汁而成。因為狀似葷食餐點滷肉飯，故稱為素滷飯。
如同許多的台灣素食相同，現在素滷飯成為全臺各地素食店普遍都可點到的餐點，也常取代白飯，成為搭配其他餐點的主食。
一般而言，素滷飯為一種淋上含有煮熟碎豆類切丁或細末的白飯料理，有時醬汁裡亦會有香菇、香椿的成份在內。值得一提的是，素滷飯與其他台灣素食料理相同，純粹供素食主義者食用，因此成分均不可含任何肉類，甚至不可使用任何一種動物性油脂或含蛋料理。
今素滷飯價格約為新台幣十五元至五十元不等，料理方式也視地域略有不同。